# Vanzolinius discodactylus
Leptodactylus discodactylus là một loài ếch thuộc họ Leptodactylidae.
Loài này có ở Bolivia, Brasil, Colombia, Ecuador, và Peru.
Môi trường sống tự nhiên của chúng là rừng ẩm vùng đất thấp nhiệt đới hoặc cận nhiệt đới, vùng núi ẩm nhiệt đới hoặc cận nhiệt đới, đầm nước, đầm nước ngọt, và đầm nước ngọt có nước theo mùa.
Chúng hiện đang bị đe dọa vì mất môi trường sống.